# بركان الفرات
بركان الفرات هي غرفة عمليات مؤلفة من ميليشيا وحدات حماية الشعب الكردية وقوات لواء ثوار الرقة. لعبت قوات بركان الفرات دورا كبيرا في دحر قوات داعش من شمال محافظة الرقة (تل أبيض وعين عيسى) خلال شهر حزيران 2015.